# Stanhope, Australien
Stanhope är en ort i Australien. Den ligger i kommunen Campaspe och delstaten Victoria, omkring 150 kilometer norr om delstatshuvudstaden Melbourne. Antalet invånare är 520.
Runt Stanhope är det glesbefolkat, med 9 invånare per kvadratkilometer.. Närmaste större samhälle är Kyabram, omkring 16 kilometer norr om Stanhope. 
Trakten runt Stanhope består till största delen av jordbruksmark. Genomsnittlig årsnederbörd är 612 millimeter. Den regnigaste månaden är februari, med i genomsnitt 97 mm nederbörd, och den torraste är oktober, med 26 mm nederbörd.